# Les ponts de Sarajevo
Les Ponts de Sarajevo (Pontes de Sarajevo (título em Portugal) ou As Pontes de Sarajevo (título no Brasil)) é um documentário realizado por treze realizadores do cinema europeu, sobre a cidade Sarajevo, capital da Bósnia e Herzegovina. Foi exibido na sessão especial do Festival de Cannes a 22 de maio de 2014 e lançado nos cinemas portugueses a 13 de novembro de 2014.

## Sinopse
O filme é composto por treze curtas-metragens que mostram Sarajevo na história da Europa.

## Elenco
Segmento ("A Vontade das Nossas Sombras")
- Bogdan Ninkovic
- Fedja Stamenkovic
- Andrej Ivancic
- Nikola Brkovic
- Mihailo Kovic

Segmento ("Querida Noite")
- Samuel Finzi
- Gilles Tschudi
- Gergana Pletnyova
- Nazim Mumunov
- Ilian Petrov
- Dimitar Dimitrov
- Nikolay Serbezov
- Eduard Iliev

Segmento ("Silêncio Mujo")
- Vladan Kovacevic
- Alma Prica
- Sead Jesenkovic
- Dzevad Zafirovic
- Anur Musovic

Segmento ("O Rapaz")
- Amina Husic
- Fadila Guska
- Sida Mocevic
- Mario Ivancevic

Segmento ("Sara e a Sua Mãe")
- Teresa Villaverde[6]
- Fatima Nejmarlija
- Majo Ivkovic
- Sabina Sabic Zlatar
- Sara Sabic Zlatar
- Mak Hubjer

Segmento ("A Viagem de Zan")
- Muamer Dzinovic
- Mak Dzinovic
- Zlatko Dzinovic
- Zenana Brcic

Segmento ("Álbum")
- Amir Mujezin
- Anel Sahinovic
- Behija Alic
- Darko Trajkovic
- Edin Avdagic Koja
- Elma Selimovic
- Haris Grizovic
- Irena Mulamuhic

Segmento ("A Ponte dos Suspiros")
- Fabrice Aragno
- Jean-Paul Battaggia
- Paul Grivas
- Marian Ralea

Segmento ("Europa")
- Valeria Seciu